# Namga
Namga (auch: Namaga, Namenga) ist ein Dorf in der Landgemeinde Kokorou in Niger.

## Geographie

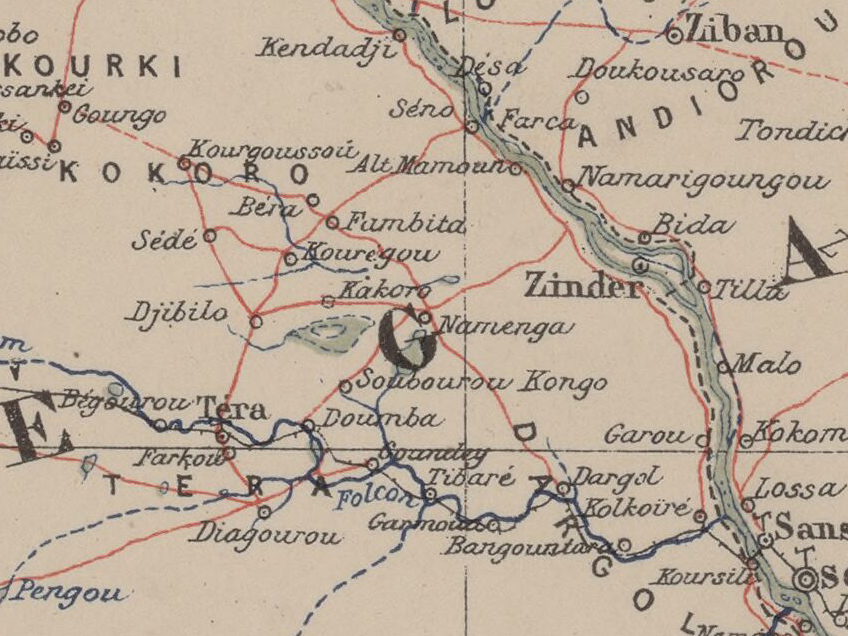
Ausschnitt einer Karte von 1903 mit Namga (Namenga) im Zentrum

Das von einem traditionellen Ortsvorsteher (chef traditionnel) geleitete Dorf befindet sich rund zehn Kilometer südöstlich des Hauptorts Kokorou der gleichnamigen Landgemeinde, die zum Departement Téra in der Region Tillabéri gehört. Zwischen Namga und dem Hauptort liegt das Dorf Zoribi.
Namga ist Teil der Übergangszone zwischen Sahel und Sudan. Die durchschnittliche jährliche Niederschlagsmenge beträgt hier zwischen 400 und 500 mm. Die Siedlung liegt am See Mare de Namga und gehört zum 66.829 Hektar großen Kokorou-Namga-Komplex, der seit 2001 nach der Ramsar-Konvention als Feuchtgebiet mit internationaler Bedeutung ausgewiesen ist. Das Feuchtgebiet von Namga im engeren Sinn ist als etwa 600 Hektar große Important Bird Area klassifiziert. Entlang eines Trockentals nördlich von Namga wächst ein Galeriewald.

## Bevölkerung
Bei der Volkszählung 2012 hatte Namga 1440 Einwohner, die in 136 Haushalten lebten. Bei der Volkszählung 2001 betrug die Einwohnerzahl 1171 in 176 Haushalten und bei der Volkszählung 1988 belief sich die Einwohnerzahl auf 2994 in 376 Haushalten.

## Wirtschaft und Infrastruktur
Im Dorf wird ein Wochenmarkt abgehalten. Der Markttag ist Dienstag. Es gibt eine Schule. Durch Namga verläuft die 143,9 Kilometer lange Nationalstraße 39 zwischen Gothèye und Fonéko Tédjo. Es handelt sich in diesem Abschnitt um eine moderne Erdstraße.